# Cocktailpartyt
Cocktailpartyt (originaltitel: The Cocktail Party) hade premiär i Edinburgh 22 augusti 1949, och är en teaterpjäs av T.S. Eliot som uppfördes första gången 1949. Delar av pjäsen är baserad på Alkestis av Euripides. Den var den mest populära av Eliots sju pjäser under hans livstid, även om Mordet i katedralen från 1935 senare har blivit mer berömd.
Cocktailpartyt är ett äktenskapsdrama som börjar som en satir på en traditionell brittisk komedi men som senare utvecklar mörkare filosofiska frågeställningar om mänskliga relationer med inslag av absurdism.
Pjäsen är översatt till svenska av Erik Lindegren (1950).